# Rudolf Brachaczek
Rudolf Brachaczek (ur. 1 kwietnia 1895 w Starym Mieście k. Cieszyna, zm. wiosną 1940 w Katyniu) – kapitan rezerwy piechoty Wojska Polskiego, ofiara zbrodni katyńskiej.

## Życiorys
Urodził się w rodzinie Józefa i Joanny z d. Szpandel. Powołany do armii austriackiej, ukończył szkołę oficerską, przydzielony do 100 pułku piechoty jako dowódca plutonu. 1 czerwca 1916 awansował do stopnia chorążego i został przeniesiony do 56 pułku piechoty. Ranny w nogę. Po wyleczeniu ran został dowódcą oddziału szturmowego. Ponownie ranny w 1918 do końca wojny przebywał w szpitalu. Po ukończeniu kursu dowódców kompanii awansował (marzec 1917) do stopnia porucznika. 
Od grudnia 1918 w Wojsku Polskim, przydzielony do 10 pułku piechoty. Walczył w konflikcie polsko-czeskim i polsko-ukraińskim. Uczestnik wojny 1918–1921 jako dowódca 4 kompanii w I batalionie 10 pułku piechoty. W listopadzie 1919 był w składzie polskiej komisji plebiscytowej na Górnym Śląsku. Członek POW na Śląsku Cieszyńskim. W 1920 mianowany kapitanem ze starszeństwem z dniem 1 czerwca 1919, w 1921 przeniesiony do rezerwy i przydzielony do 73 pułku piechoty. W 1934 pozostawał w rezerwie w stopniu kapitana ze starszeństwem z dniem 1 czerwca 1919 i 627 lokatą w korpusie oficerów rezerwy piechoty. Podlegał Powiatowej Komendzie Uzupełnień w Katowicach, pozostawał w kadrze oficerów rezerwy 73 pp.
W okresie międzywojennym ukończył Akademię Handlową w Krakowie (1922). W latach 1923–1927 kierował oddziałem Banku Małopolskiego w Bielsku-Białej, następnie wydziałem Banku Gospodarstwa Krajowego w Katowicach. Działacz niepodległościowy. Członek I. kategorii Związku Powstańców Śląskich. W 1938 sekretarzem Komitetu Walki o Śląsk za Olzą.
W kampanii wrześniowej 17 września 1939 w okolicy Darachowa wzięty do niewoli radzieckiej. 19 września był w punkcie przejściowym dla jeńców wojennych w Kamieńcu Podolskim, skąd został wysłany 20 września do putywulskiego obozu jenieckiego (przybył 24 września). 1 listopada wysłany do obozu w Kozielsku, dokąd dotarł po dwóch dniach podróży. Z obozu wysłał 10 października 1939 list do rodziny. Między 15 a 17 kwietnia 1940 przekazany do dyspozycji naczelnika smoleńskiego obwodu NKWD – lista wywózkowa 029/1 z 13 kwietnia 1940 poz. 20. Został zamordowany między 16 a 19 kwietnia 1940 w lesie katyńskim przez funkcjonariuszy Obwodowego Zarządu NKWD w Smoleńsku oraz pracowników NKWD przybyłych z Moskwy na mocy decyzji Biura Politycznego KC WKP(b) z 5 marca 1940. Ofiary tej zbrodni grzebano w bezimiennych mogiłach zbiorowych, gdzie od 28 lipca 2000 mieści się oficjalnie Polski Cmentarz Wojenny w Katyniu. W miejscu tym prowadzone były ekshumacje i prace archeologiczne. W 1943 jego ciało zostało zidentyfikowane w toku ekshumacji prowadzonych przez Niemców pod numerem 108, a przy zwłokach znaleziono: świadectwo szczepienia z Kozielska, kopertę listową wysłaną w lipcu 1939 z Warszawy na adres do Karwiny-Sowińca, zaświadczenie służby w POW na Śląsku Cieszyńskim, kartę pocztową od Marii Brachaczek, 5 fotografii, 10 znaczków pocztowych, medalik aluminiowy z wizerunkiem Matki Boskiej Niepokalanej i literą „M” na rewersie. W Archiwum Robla, w pakiecie 03758-01, znajduje się karta pocztowa znaleziona przy szczątkach Zygmunta Stanisława Fabrowskiego, na której jest wspomniany Brachaczek. Krewni do 1957 poszukiwali informacji przez Biuro Informacji i Badań Polskiego Czerwonego Krzyża w Warszawie. Figuruje na liście Komisji Technicznej PCK pod numerem 108.

### Życie prywatne
Mieszkał w Katowicach. Był żonaty, miał córkę Halinę i syna Zdzisława.

## Ordery i odznaczenia
- Złoty Krzyż Zasługi[3]
- Medal Niepodległości (16 marca 1937)[20]
- Srebrny Krzyż Zasługi (9 września 1924)[21]
- Brązowy Medal Waleczności (Austro-Węgry)[22]
- Krzyż Wojskowy Karola (Austro-Węgry)[22]

## Upamiętnienie
5 października 2007 minister obrony narodowej Aleksander Szczygło mianował go pośmiertnie na stopień majora. Awans został ogłoszony 9 listopada 2007 w Warszawie, w trakcie uroczystości „Katyń Pamiętamy – Uczcijmy Pamięć Bohaterów”.
Na pomniku w Czeskim Cieszynie, Nábřeží Svobody, u Ohře.